# Seul dans le noir
Seul dans le noir (titre original en anglais : Man in the Dark) est un roman de Paul Auster publié en août 2008 (janvier 2009 en France).

## Résumé
August Brill est un critique littéraire, âgé de 72 ans, qui a survécu à la mort de son épouse et vit chez sa fille, récemment divorcée, en compagnie de sa petite-fille, dont l'ami a été tué lors de la guerre d'Irak. Seul dans le noir, incapable de s'endormir, il invente l'histoire d'Owen Brick, qui se réveille un jour dans un trou dont il ne peut sortir seul, vêtu d'un uniforme. Les États-Unis sont en pleine guerre civile, une guerre de sécession. Le pays n'a jamais entendu parler des attentats du 11 septembre ni de la guerre d'Irak.
Paul Auster passe d'un récit à l'autre : les souvenirs douloureux du vieil homme insomniaque, devenu infirme à la suite d'un accident de voiture ; ses discussions avec sa petite-fille, qui a abandonné ses études de cinéma à la suite de la mort de son ami, et avec laquelle il passe ses journées à regarder des films puis à en évoquer les épisodes marquants ; l'histoire d'Owen Brick, qu'il invente pour chasser ses souvenirs, et dans laquelle il joue lui-même un rôle.